# 卫理公会福勒堂
卫理公会福勒堂Fowler Methodist Episcopal Church,现为“共济会苏格兰礼仪会所”，是一个历史悠久的教堂，位于明尼阿波利斯洛瑞山。由原始的部分，后面的小教堂，是由建筑师沃伦·H·海斯设计，建于1894年。信徒增加后，获得更多的资金，哈利·琼斯设计了扩建工程。。1906年完成。
1915年，卫理公会福勒堂并入亨内平大道堂，次年苏格兰礼仪会所购买了这座建筑。礼堂做了一些修改，以适应共济会仪式，但大部分被保留了原有的特色，包括广泛使用花窗玻璃。外墙用坚硬的石英岩建造，用红色砂岩装饰。它有两个巨大的塔，入口有三道拱门，24-英尺-直径（7.3-） 玫瑰窗.1976年，该堂被列入国家史迹名录。